# Martin Garlieb Amsinck
Martin Garlieb Amsinck (nascido em 23 de setembro de 1831 em Hamburgo, morreu em 10 de abril de 1905 em Hamburgo) era um construtor de navios e proprietário de navios alemão. Ele era um dos maiores armadores de Hamburgo. Ele era membro da família hanseática Amsinck e filho de Johannes Amsinck e Emilie Gossler. Ao contrário de seus quatro irmãos, ele não ingressou na empresa familiar, mas fundou sua própria empresa de construção naval.

## Literatura
- Renate Hauschild-Thiessen: Amsinck, Martin Garlieb. Em: Franklin Kopitzsch, Dirk Brietzke (Hrsg. ): Hamburgische Biografie. Personenlexikon. Bd.   2) Wallstein, Göttingen 2003, ISBN 3-7672-1366-4, S. 28-29.
- Paul Schroedter, Gustav Schroedter (Hrsg.): 100 Jahre Schiffahrt, Schiffbau, Häfen. Schiffahrtsverlag Hansa, Hamburgo 1964.
- Erik Verg, Martin Verg: Das Abenteuer, das Hamburg heißt. Der weite Weg zur Weltstadt. 4., überarbeitete und ergänzte Auflage. Ellert & Richter, Hamburgo 2007, ISBN 978-3-8319-0137-1.